# Ричардсон, Мэттью
Мэттью Ричардсон (англ. Matthew Richardson; род. 17 апреля 1999, Мейдстон, Юго-Восточная Англия) — австралийский велогонщик, специализирующийся на соревнованиях на треке.

## Спортивная карьера
Мэтью Ричардсон родился в Мейдстоуне в графстве Кент. Когда ему было девять лет, его семья вместе с ним переехала в Австралию.
Ричардсон начал свою спортивную карьеру как гимнаст, но в 2013 году из-за травмы локтя ему пришлось оставить этот вид спорта, и он переключился на велоспорт.
В 2017 году стал двукратным чемпионом Австралии среди юниоров в спринте и командном спринте. В начале 2019 года в команде с Томасом Кларком и Джеймсом Бристером выиграл этап Кубка мира 2018/19 в Гонконге, а затем дебютировал на чемпионате мира, заняв шестое место в командном спринте вместе с Патриком Констеблем и Натаном Хартом. На чемпионате Океании 2020 года (проходившем в 2019 году) он финишировал вторым в командном спринте вместе с Кларком и Натаном Хартом. На чемпионате мира по велоспорту на треке 2020 года в Берлине он завоевал бронзовую медаль в командном спринте вместе с Хартом и Томасом Корнишем. На чемпионате мира по трековому велоспорту 2022 года завоевал серебряную медаль в спринте после золота в гонке на 1000 метров на Играх Содружества и в командном спринте вместе с Ли Хоффманом и Мэттью Глетцером. На чемпионате мира по трековому велоспорту 2023 года занял второе место в кейрине и командном спринте. В 2023 году стал трёхкратным чемпионом Океании (спринт, кейрин и командный спринт (вместе с Натаном Хартом и Ли Хоффманом), а в 2024 году завоевал два титула чемпиона Океании.
На летних Олимпийских играх 2024 года в Париже Мэтью Ричардсон завоевал три медали: серебро в спринте и кейрине и бронзу вместе с Мэттью Глетцером и Ли Хоффманом в командном спринте. Примерно через 10 дней после окончания Игр он объявил, что будет выступать за свою родную Великобританию. Этот план был встречен с большим возмущением в Австралии, которая финансировала его тренировки и поддерживала его, и его назвали «предателем». Согласно правилам, он пока не может выступать за британскую федерацию на предстоящем чемпионате мира в октябре 2024 года или на чемпионате Европы по велоспорту на треке 2025 года, а только на Лиге чемпионов UCI на треке 2025 года.

### Личная жизнь
До 2023 года Ричардсон состоял в отношениях с немецкой спринтершей Паулиной Грабош. После его объявления о переходе в британскую федерацию стало известно, что он и британская спринтерша Эмма Финукейн стали парой с января 2024 года.